# Chiesa di San Leone (Pistoia)
La chiesa di San Leone si trova a Pistoia, in piazza San Leone.

## Storia e descrizione

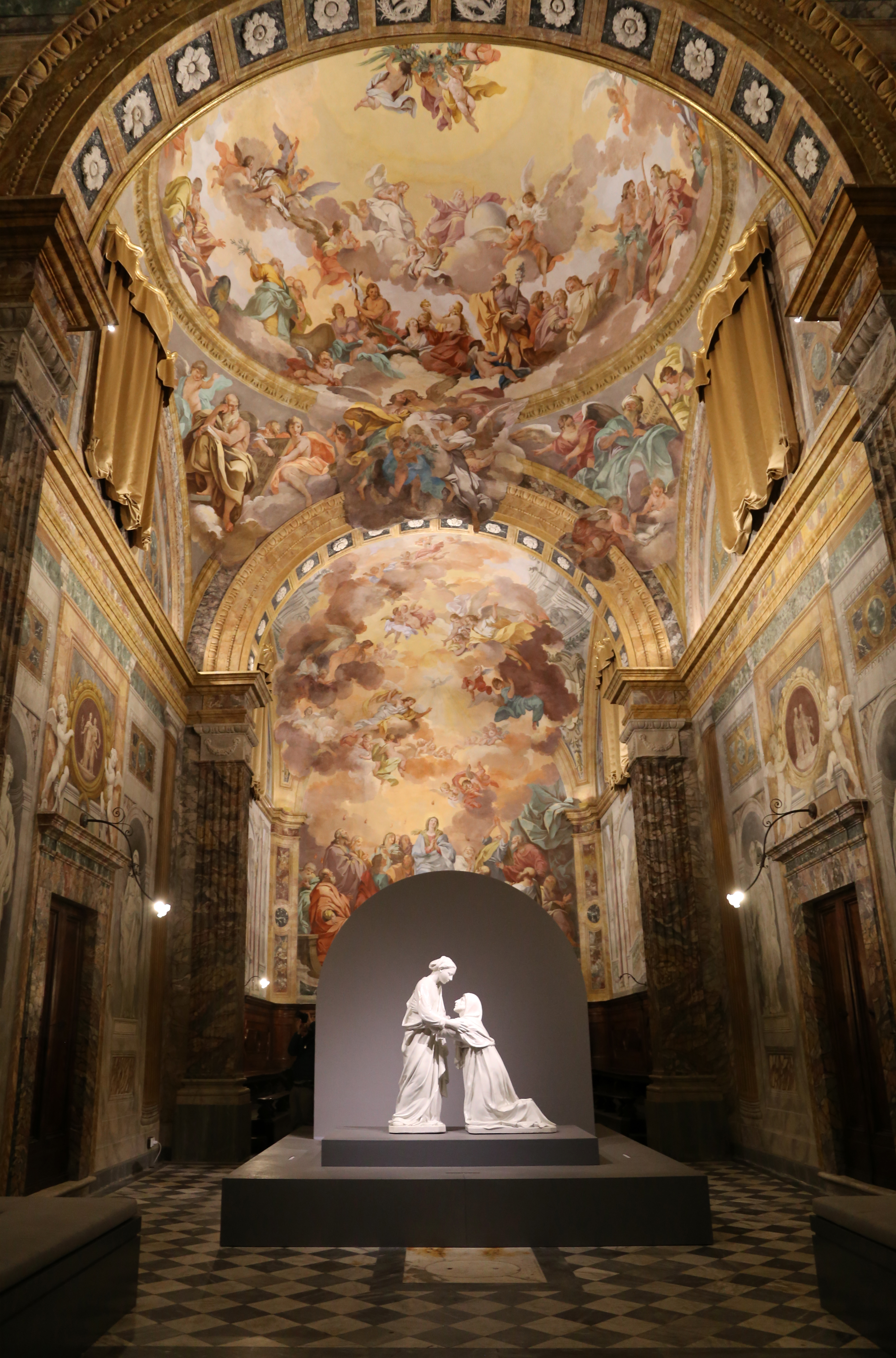
L'interno

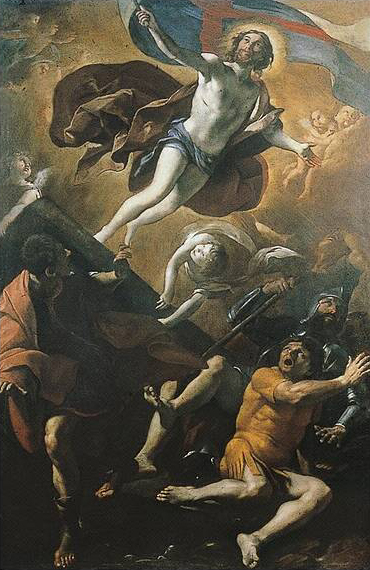
Giovanni Lanfranco, Resurrezione, nella chiesa di San Leone a Pistoia

Originata da un oratorio trecentesco, fu più volte modificata per volere della congregazione dello Spirito Santo e della famiglia Cancellieri che ne aveva il patronato. Gli interventi principali riguardarono il presbiterio (XVI secolo) e il portico antistante la facciata (1622-1624).
Nel Sei-Settecento l'interno assunse l'aspetto attuale, dove prevale lo stile barocco e rococò, con le notevoli pale laterali (1622) di Giovanni Lanfranco (Resurrezione) e di Stefano Marucelli e con le decorazioni di grande effetto illusionistico di Vincenzo Meucci con la Discesa dello Spirito Santo, nel presbiterio e nella cupola, con l'aiuto dei quadraturisti Lorenzo del Moro e Mauro Tesi, ai quali si deve anche la decorazione della volta della navata.